# Capital Park
Capital Park est un quartier résidentiel de Pretoria en Afrique du Sud, situé à proximité du centre-ville.

## Localisation
Situé juste au nord de Pretoria Central, à moins de 3 km de church square, Capital Park est délimité à l'est par Steve Biko road (anc. Voortrekker road) et à l'ouest par Es'kia Mphalehle drive (anc. DF Malan Drive). Ses axes principaux sont Paul Kruger street, Malherbe street, Van Heerden street, Myburgh street, Flowers street et Trouw street.
Juste au nord de la zone résidentielle de Capital Park se trouve une station de chemin de fer de style colonial qui est la gare de départ du Rovos Rail alors qu'au sud se situe le jardin zoologique national. C'est à Capital Park que se situe également le Steve Biko Academic Hospital (ex-Henrik Verwoerd Hospital).

## Démographie
Selon le recensement de 2011, Capital Park comprend plus de 8 094 résidents, principalement issu de la communauté blanche (65,43 %).
Les noirs représentent 29,60 % des habitants tandis que les Coloureds et les indiens représentent un peu plus de 4 % des résidents.
Les habitants sont à 60,74 % de langue maternelle afrikaans, à 19,62 % de langue maternelle anglaise, à 3,39 % de langue maternelle Sepedi et à 2,97 % de langue maternelle Setswana.

## Historique
Le quartier de Capital Park a été établi en 1914.

## Politique
Le quartier de Capital Park est partagée entre plusieurs circonscriptions dominées politiquement par l'Alliance démocratique (DA). Lors des élections générales sud-africaines de 2014, la DA a remporté 53 % des suffrages dans la circonscription électorale ouest de Capital Park devançant le congrès national africain (30 % des voix). Dans la circonscription centrale de Capital Park, la DA a remporté 74 % des suffrages contre 11,23 % à l'ANC. Enfin, dans la circonscription la plus à l'est qui est partagée avec les quartiers de Prinshof et de Riviera, l'ANC l'a remporté avec 40 % des suffrages contre 31 % à la DA.

## Établissements scolaire
- Laerskool Généraal Jacques Pienaar
- École primaire de Capital Park